# Drop goal

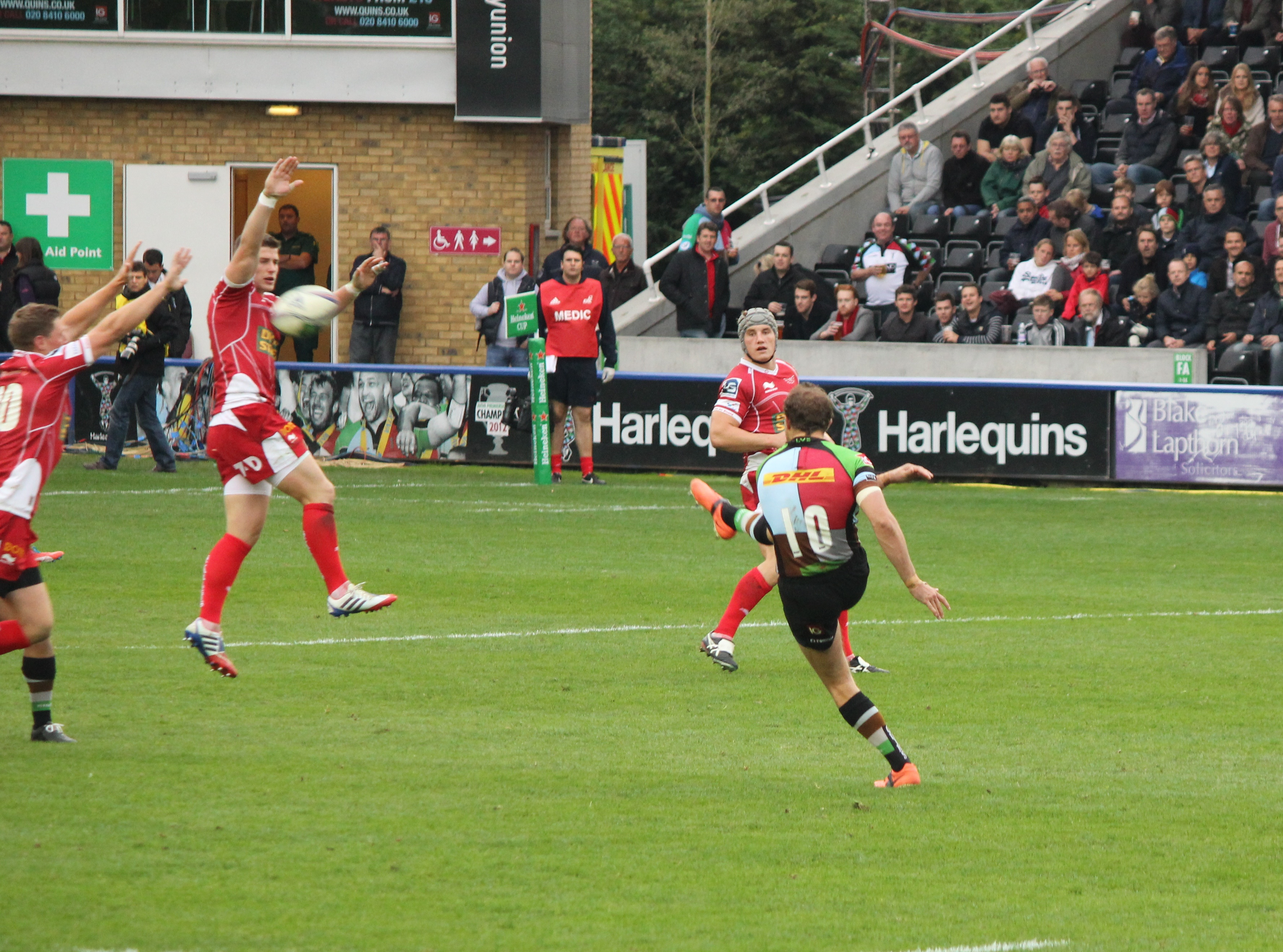
Próba drop goala, po lewej przeciwnicy próbujący nakryć piłkę

Drop goal – metoda zdobywania punktów w rugby union i rugby league, polegająca na kopnięciu piłki po koźle, w trakcie otwartej gry (nie jest to stały fragment gry). Punkty zdobyte zostają tylko wtedy, gdy piłka przekroczy linię bramkową pomiędzy słupami i nad poprzeczką, nie dotykając ziemi pomiędzy kopem a przekroczeniem linii bramkowej. Piłka może odbić się od słupa lub poprzeczki, jeżeli po tym przejdzie w wyznaczonym korytarzu, również zaliczane są punkty.
W rugby union drop goal jest wart 3 punkty, w rugby league natomiast 1 punkt. W wypadku zdobycia punktów grę wznawia się kopem ze środka boiska (podobnie jak na początku każdej połowy). Wznowienia dokonuje drużyna tracąca punkty lub w wypadku rugby 7 drużyna zdobywająca punkty. W wypadku nieudanej próby gra toczy się dalej, a próbę traktuje się jako podanie nogą do przodu, co skutkuje zastosowaniem przepisów o spalonym. Najczęściej nieudana próba drop goala skutkuje wypadnięciem piłki na aut lub poza linię martwej piłki. Drużyna broniąca ma prawo atakować kopacza będącego w posiadaniu piłki oraz podejmować próby „nakrycia piłki”, czyli manewru podobnego do siatkarskiego bloku, który nie skutkuje błędem podania ręką do przodu, nawet jeżeli piłka odbije się od dłoni zawodnika w stronę pola punktowego przeciwnika.